# نارتشيكا أيرووارا
نارتشيكا أيرووارا (باليابانية: 在原 業親) (مواليد 28 فبراير 1973)، هو لاعب كرة قدم سابق كان يلعب كحارس مرمى.